# Madonna (Madonna)
Madonna (intitolato Madonna: The First Album nell'edizione del 1985) è il primo album in studio della cantautrice statunitense Madonna, pubblicato dalla casa discografica Sire Records il 27 luglio 1983.
L'album nel 1985 fu rinominato Madonna: The First Album quando fu ristampato a livello internazionale, con una nuova copertina.

## Storia
Tra il 1981 e 1982 la ventiquattrenne Madonna viveva a New York e cercava di lanciare la sua carriera musicale. All'epoca era fidanzata con Steve Bray, con il quale aveva fondato una hard rock band, i Breakfast Club, di cui Bray era il batterista. Ben presto il gruppo smise di produrre musica di genere rock con l'intento di muoversi verso una nuova direzione musicale, dopo essere stati notati dalla Gotham Records. Il gruppo decise quindi di provare con il funk, ma la compagnia musicale non fu soddisfatta dei risultati ottenuti e li liquidò; fu allora che Madonna e Bray lasciarono il gruppo.

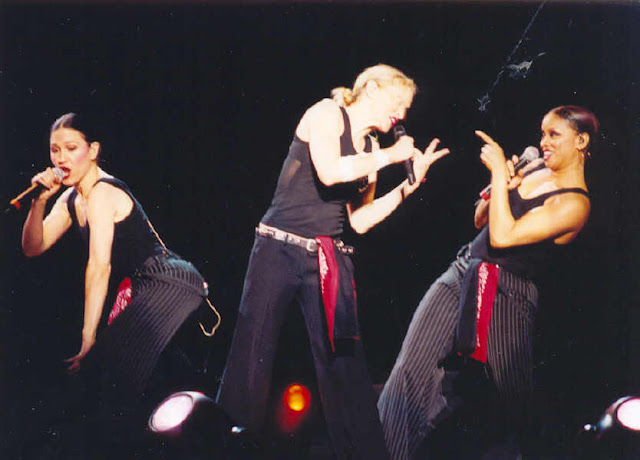
Madonna esegue Holiday, uno dei maggiori successi dell'album, al Drowned World Tour nel 2001

Nel frattempo Madonna iniziò a scrivere e comporre diversi brani per conto suo, riuscendo a produrre tre demo: Everybody, Ain't No Big Deal e Burning Up. All'epoca Madonna era solita frequentare il night club newyorchese Danceteria dove convinse il DJ Mark Kamins ad ascoltare il demo di Everybody. Il brano riscosse successo tra il pubblico e il Disc jockey, pensando di produrlo come singolo, decise di procurarle un contratto discografico, cercando di convincere Chris Blackwell, suo capo e proprietario della Island Records, il quale, però, rifiutò. Mark Kamins e Madonna tentarono quindi un altro approccio con la Sire Records. Michael Rosenblatt, addetto al reparto A&R della Sire, offrì a Madonna un anticipo di 5,000 $, più 10,000 $ in royalties per ogni canzone che avrebbe scritto. Dato il ristretto budget, la registrazione fu un affare pesante per Madonna che non comprendeva le indicazioni di Kamins, e Kamins stesso trovò problemi nel dirigere. Rosenblatt volle pubblicare Everybody con Ain't No Big Deal come B-side, ma dopo aver ascoltato quest'ultimo singolo cambiò idea e inserì Everybody su entrambi i lati del disco. Il singolo fu messo in commercio nell'ottobre del 1982 e presto divenne un successo dance negli Stati Uniti. Questo portò la Sire a far firmare a Madonna un contratto per un LP e altri due singoli.
Nel 1982 Madonna conobbe Seymour Stein, presidente della Sire Records, che decise di farle firmare un contratto dopo aver ascoltato il suo brano Everybody al Lenox Hill Hospital dove era ricoverato che divenne il primo singolo della cantante. Il successo del singolo motivò la Sire Records a firmare l'accordo per la produzione di un album completo. Madonna firmò un contratto per incidere due 12" dal presidente della Sire, Seymour Stein. Il maxi singolo di Everybody fu prodotto da Mark Kamins al Blanke Tape Studios, che fu preferito al lavoro di Steve Bray: la nuova registrazione durava 5:56 su un lato, e 9:23 per la dub version sul lato inverso. Madonna e Kamins registrarono il singolo a loro spese. Arthur Baker, amico di Mark Kamins, lo guidò attraverso il ruolo di produttore discografico e gli procurò un musicista, Fred Zarr, che aggiunse la sua bravura di tastierista nel brano.
Madonna affidò la produzione dell'album a Reggie Lucas ma, dopo un periodo di lavorazione, si trovò in contrasto col produttore per le tecniche da utilizzare, così Lucas abbandonò il progetto poco dopo. Allora Madonna invitò "Jellybean" Benitez a collaborare con lei al posto di Lucas. Benitez remixò le tracce realizzate prima del suo arrivo e produsse anche la hit Holiday.
I brani di questo album presentano uno stile musicale disco upbeat sintetico, prodotto con la tecnologia più all'avanguardia del tempo, come la Linn LM-1, il Moog Taurus e la Oberheim OB-X. Le canzoni sono interpretate da Madonna con un timbro vocalico gioioso e da ragazzina e i relativi testi trattano i temi dell'amore e dei rapporti sentimentali.
L'album fu interamente registrato ai Sigma Sound Studios di New York. Madonna decise di non lavorare con Kamins e Bray, ma scelse Reggie Lucas, un produttore della Warner Bros.; questi decise di spingerla verso la musica pop, e registrarono Burning Up. Tuttavia Madonna non aveva ancora abbastanza materiale per riempire un album intero: le poche canzoni disponibili erano Lucky Star, una nuova versione di Ain't No Big Deal, Think of Me e I Know It. Lucas così decise di aggiungere altri due brani al progetto, Physical Attraction e Borderline. Durante la registrazione dei brani, li modificò notevolmente dalle demo originali. Una di queste modifiche interessò Lucky Star. Il brano fu scritto da Madonna per Kamins, che precedentemente promise di suonarla al Danceteria. Comunque, la canzone fu immediatamente inserita nell'album da Madonna, che pianificava di intitolarlo proprio Lucky Star. La cantante difatti credeva che Lucky Star, assieme a Borderline, fosse perfetta per l'album.
Tra Madonna e Lucas però sorsero dei problemi nel corso delle registrazioni: Madonna non fu soddisfatta delle versioni finali dei brani in quanto, secondo lei, Lucas aveva utilizzato troppe strumentazioni non considerando le sue idee: questo portò a una disputa fra i due e, dopo aver completato l'album, Lucas abbandonò il progetto senza modificare le canzoni con le specificazioni di Madonna. Madonna chiamò allora John "Jellybean" Benitez, un DJ della discoteca Funhouse di New York, per remixare i brani. Nel mentre, per via di un conflitto di interessi, Bray vendette Ain't No Big Deal all'atto di un'altra etichetta discografica, rendendola non più disponibile per Madonna.
Fu Benitez che scoprì una nuova canzone, scritta da Curtis Hudson e Lisa Stevens, della pop-band Pure Energy, intitolata Holiday, e che fu rifiutata da Phyllis Hyman e Mary Wilson, un tempo appartenenti ai The Supremes. Jellybean e Madonna spedirono la demo ad un loro amico, Fred Zarr in modo tale che potesse abbellire gli arrangiamenti e programmare il suono col suo sintetizzatore. Dopo la registrazione vocale di Madonna, Benitez passò quattro giorni a cercare di incrementare la richiesta commerciale del brano prima della scadenza, ad aprile del 1983. Proprio prima di pubblicarla, Madonna e Benitez incontrarono Fred Zarr al Sigma Sound a Manhattan, qui Zarr aggiunse l'assolo di piano alla fine del brano.
Per promuovere l'album, Madonna si esibì in vari locali e in diversi programmi televisivi sia negli Stati Uniti che nel Regno Unito tra il 1983 e il 1984. L'intero album fu poi promosso nuovamente nel 1985 durante il Virgin Tour. Ne furono estratti cinque singoli, tra cui Holiday, che divenne la sua prima canzone ad entrare nella classifica generale di Billboard, Lucky Star, la sua prima canzone ad entrare ai primi cinque posti, e Borderline.
I video musicali dei singoli furono in seguito pubblicati in una raccolta di videoclip intitolata Madonna, che divenne la videocassetta più venduta del 1985. Questi video aiutarono la cantante a consolidare la sua popolarità e a definirla come modello da seguire sia per le altre cantanti, sia per i giovani dell'epoca.
L'album venne ripubblicato per il mercato europeo nel 1985 con una nuova grafica, e rinominato Madonna: The First Album. Nel 2001 la Warner Bros. Records ha pubblicato, insieme anche ad altri artisti musicali in catalogo, il primo album di Madonna, insieme a Like a Virgin e True Blue, in una versione rimasterizzata ed estesa. Madonna, uscito il 22 maggio 2001, è stato pubblicato con due bonus remix, riprendendo l'artwork originale del 1983.

## Copertina
La Sire Records ha pubblicato l'album negli Stati Uniti il 27 luglio 1983. Le fotografie dell'album sono state scattate dal fotografo Gary Heery, diretto da Carin Goldberg. La copertina mostra Madonna con i capelli corti biondo platino, con diversi braccialetti di gomma nera e una catena al collo. Nella parte interna dell'album la cantante mostra l'ombelico. Madonna ha detto: "Nell'immagine della parte interna del mio primo album sono in posa come Betty Boop con l'ombelico in vista. I critici parlano sempre di quanto sia bello il mio ombelico. [...] Credo che ci siano posti non evidenti nel corpo che sono sensuali, e lo stomaco è del tutto innocente."
L'album è stato ristampato nel 1985 per il mercato europeo e rinominato Madonna: The First Album, con le foto scattate dal fotografo George Holy. Qui Madonna posa con vestiti simili a quelli della copertina originale, ma con crocifissi e rosari; secondo l'artista, indossare un crocifisso era "qualcosa di strano e interessante. Insomma, tutto quello che faccio è una specie di scherzo. Penso anche che i [crocifissi] vadano con il mio nome. Al momento della sua pubblicazione, vestirsi come Madonna era diventata una dichiarazione di moda tra i giovani.
Nel 2001, la Warner Bros. Records ha pubblicato la versione rimasterizzata dell'album con la copertina originale e due remix aggiuntivi di "Burning Up" e "Lucky Star". Madonna dedicò l'album a suo padre, Tony Ciccone, con il quale il rapporto non era stato del tutto buono. In un'intervista con la rivista Time, Madonna ha detto: "Mio padre non ha mai creduto che quello che stavo facendo qui [a New York] ne valesse la pena, o che le mie intenzioni fossero buone [...] fino a quando è stato pubblicato il mio primo album e ha cominciato a sentire le mie canzoni alla radio. Allora ha smesso di fare domande".

## Stile
Secondo Allmusic, l'album mostra influenze della musica dance pop, della disco. 
La prima canzone, Lucky Star, è una canzone dance con ritmo medio, che inizia con alcune note sintetizzate seguite da percussioni elettroniche, battiti di mani e ritmi lenti. Contiene anche un riff di una chitarra accompagnato dal suono grave di un sintetizzatore. Secondo lo scrittore Rikky Rooksby, il testo ripetitivo e vuoto della canzone parla della trasparente ambiguità delle stelle e compara l'uomo con una stella del cielo. 
Borderline è una canzone sentimentale, il cui testo parla di un amore che non è mai soddisfatto. Secondo l'autore Santiago Fouz-Hernandez e il suo libro Madonna's Drowned Worlds, i versi "Something in the way you love me won't let me be / I don't want to be your prisoner so baby won't you set me free" ("Qualcosa nel modo in cui mi ami non mi lascia vivere / non voglio essere la tua prigioniera quindi perché non mi liberi?") descrivono un atto di ribellione contro il maschilismo. Madonna usa una voce raffinata ed espressiva per cantare, seguita dalle strumentazioni di Lucas. Il ritornello è ispirato dalla musica disco che si ascoltava a Filadelfia negli anni '70 e dallo stile di Elton John di quell'epoca.
La terza canzone, Burning Up possiede un arrangiamento più marcato prodotto dai bassi, dalla chitarra ritmica e dalla LinnDrum. Contiene anche la chitarra elettrica e uno dei sintetizzatori più moderni di allora. Il ritornello è una ripetizione della frase "I'm burning up, burning up for your love" ("Sto bruciando, sto bruciando per il tuo amore"), mentre il testo del ponte contiene una serie di doppi sensi che descrivono ciò che la protagonista è disposta a fare per il suo ragazzo, tratteggiandola come una donna indipendente e spudorata. 
La canzone che segue, I Know It, contiene uno swing più soave e il suono di un pianoforte, di un sassofono e di un sintetizzatore. 
La quinta traccia, Holiday ha un ritmo di 4/4, con un tempo moderato che corre a 116 battiti al minuto ed è accompagnata da chitarra, battiti di mani e un campanaccio usato dalla stessa Madonna e un accordo di corde sintonizzate. Verso la fine della traccia vi è un cambio nell'arrangiamento e si può apprezzare un interludio di pianoforte. Il testo della canzone esprime il bisogno di tutto il mondo di prendersi una vacanza e un po' di relax. 
In Think of Me Madonna chiede al suo ragazzo di rivolgere a lei le sue attenzioni altrimenti lo lascerà. La canzone presenta il suono della LinnDrum e un interludio di sassofono.
Physical Attraction è una traccia dal ritmo medio, con sintetizzatori, chitarre e ottoni. La canzone tratta dell'attrazione che c'è tra lei e un ragazzo. 
La canzone che chiude il disco è Everybody, e comincia con una introduzione parlata sintetizzata, in cui Madonna prende una grande boccata d'aria. Nella canzone Madonna mostra di avere una voce adeguata per il Bubblegum.

## Singoli
Dall'album furono estratti cinque singoli: Everybody, il doppio lato a Burning Up / Physical Attraction, Holiday, Lucky Star e Borderline.
Dopo lo scarso successo ottenuto da Everybody e Burning Up / Physical Attraction, pubblicati in data anteriore all'uscita dell'album, gli ultimi tre singoli ottennero un grande successo di classifica non solo in termini di popolarità ma anche di vendite: Holiday raggiunse la posizione numero sedici nella Billboard Hot 100, diventando il primo singolo di Madonna a raggiungere la top 20 negli Stati Uniti; Borderline entrò in top 10, alla posizione numero 10, e venne certificato disco d'oro per le vendite di oltre un milione di copie; Lucky Star, pubblicato negli Stati Uniti solo ad agosto 1984, riuscì ad arrivare alla posizione numero 4, la prima top 5 di Madonna.
Oltre ai singoli, I Know It e Think of Me furono pubblicate come B side di Holiday, Lucky Star e Borderline. Dopo la pubblicazione dell'ultimo singolo, in effetti, tutti i brani dell'album, tra A side e B side, erano presenti anche in singolo.
Ain't No Big Deal (Steve Bray) originariamente doveva essere inclusa nell'album Madonna, e fu pensata inizialmente anche come B-side del primo singolo Everybody, e che fu poi scartata in favore di una versione dub/instrumental della stessa title track. Il brano trovò pubblicazione solo in tempi successivi: nel 1986 come B-side per True Blue (negli Stati Uniti) e come B-side per Papa Don't Preach (versione europea e digitale).

## Video
Una compilation di video, intitolata Madonna, fu pubblicata per promuovere i singoli contenuti nell'omonimo album.

## Tour promozionale
L'album, insieme al suo successivo Like a Virgin, è stato ulteriormente promosso con il primo tour della cantante, The Virgin Tour, che ha fatto tappa solo nelle principali città degli Stati Uniti e del Canada. All'inizio erano state previste alcune date anche in Inghilterra e in Giappone per il grande successo che Madonna aveva ottenuto in entrambi i paesi, ma alla fine l'idea fu accantonata. Così la cantante decise di aggiungere diverse altre date negli Stati Uniti, realizzando gli show in spazi più ampi, a causa dei numerosi biglietti venduti.
Taraborrelli descrisse il tour di Madonna come "pieno di eccitazione" con Madonna che chiede al pubblico "Will You Marry Me" (mi sposate?). Madonna cantava canzoni dal suo disco di debutto Madonna e dal nuovo disco Like a Virgin. I costumi includevano una giacca molto colorata per Holiday e un vestito da sposa per Like a Virgin. Durante Like a Virgin Madonna canta un verso della canzone Billie Jean di Michael Jackson. Il tour ebbe un incasso di oltre 5 milioni di dollari.

## Accoglienza
Negli USA l'album debuttò al n. 190 della classifica Billboard 200 del 3 settembre 1983 per poi raggiungere l'ottava posizione l'anno successivo e rimase in classifica per 168 settimane.
Raggiunse la top 10 in diversi Paesi, tra cui il Regno Unito, e la Francia. Negli Stati Uniti ha raggiunto la posizione numero 8 nella classifica ufficiale e la 20 in quella R&B, ed è stato certificato cinque volte disco di platino per le vendite di oltre cinque milioni di copie. A livello mondiale, Madonna ha venduto oltre dieci milioni di copie.
In generale, il disco ricevette recensioni positive da parte della critica, anche se in un primo momento molti critici sottovalutarono l'impatto e la portata sia dell'album che della cantante nell'industria della musica. Infine l'album apparve in diverse classifiche dei migliori album dell'anno, tra cui quella di Entertainment Weekly e Rolling Stone.
Da un punto di vista commerciale, negli Stati Uniti il disco raggiunse la posizione numero 8 della classifica generale di Billboard, entrò tra le prime cinque posizioni in Australia, Francia, Paesi Bassi e Regno Unito.
Inoltre, fu certificato cinque volte disco di platino dalla Recording Industry Association of America (RIAA) per i suoi oltre cinque milioni di copie vendute negli Stati Uniti. L'album vendette in totale più di 10 milioni di copie in tutto il mondo.

## Tracce
Testi e musiche di Madonna eccetto dove indicato.
1. Lucky Star – 5:36
2. Borderline – 5:18 (Reggie Lucas)
3. Burning Up – 3:44
4. I Know It – 3:45
5. Holiday – 6:07 (Curtis Hudson, Lisa Stevens)
6. Think of Me – 4:52
7. Physical Attraction – 6:34 (Reggie Lucas)
8. Everybody – 4:53

Durata totale: 40:49
Ristampa The First album (1985)
1. Lucky Star – 5:36
2. Borderline – 5:18
3. Burning Up – 4:48
4. I Know It – 3:45
5. Holiday – 6:07
6. Think of Me – 4:52
7. Physical Attraction – 6:34
8. Everybody – 4:53

Durata totale: 41:53
Edizione rimasterizzata (2001)
1. Lucky Star – 5:36
2. Borderline – 5:18
3. Burning Up – 3:44
4. I Know It – 3:45
5. Holiday – 6:07
6. Think of Me – 4:52
7. Physical Attraction – 6:34
8. Everybody (Extended Version) – 6:00
9. Burning Up (12" Version) – 5:59
10. Lucky Star ("New" Mix) – 7:15

Durata totale: 55:10

## Crediti

### Musicisti
- Madonna - voce, cori, campanaccio
- Tina B. - cori
- Christine Faith - cori
- Gwen Guthrie - cori
- Brenda White - cori
- Norma Jean Wright - cori
- Dean Gant - sintetizzatore, pianoforte, piano elettrico
- Ed Walsh - sintetizzatore
- Curtis Hudson - chitarra
- Reggie Lucas - chitarra
- Paul Pesco - chitarra
- Ira Siegel - chitarra
- Raymond Hudson - basso
- Anthony Jackson - basso
- Bashiri Johnson - percussioni
- Bob Malach - sassofono
- Fred Zarr - sintetizzatore, pianoforte, batteria, piano elettrico, sintetizzatore Moog, piano Rhodes, bassi Moog

### Tecnici
- Arrangiamenti: Jim Dougherty, Michael Hutchinson, Butch Jones, Jay Mark
- Ingegneri del suono: Jim Dougherty, Butch Jones, Bob Blank
- Audio mastering: Ted Jenson
- Mixaggio: John "Jellybean" Benitez, Jay Mark
- Programmazione percussioni: Reggie Lucas, Leslie Ming
- Direzione artistica: Carin Goldberg
- Fotografia: Gary Heery

## Classifiche

### Classifiche settimanali
| Classifica (1983-2019) | Posizione massima |
| ---------------------- | ----------------- |
| Australia              | 10                |
| Austria                | 15                |
| Canada                 | 16                |
| Danimarca              | 57                |
| Francia                | 8                 |
| Finlandia              | 38                |
| Germania               | 28                |
| Giappone               | 20                |
| Grecia                 | 29                |
| Italia                 | 50                |
| Nuova Zelanda          | 6                 |
| Paesi Bassi            | 7                 |
| Regno Unito            | 6                 |
| Scozia                 | 48                |
| Spagna                 | 35                |
| Stati Uniti            | 8                 |
| Sudafrica              | 65                |
| Svezia                 | 43                |
| Ungheria               | 18                |

### Classifiche di fine anno
| Classifica (1983) | Posizione |
| ----------------- | --------- |
| Stati Uniti       | 79        |
| Classifica (1984) | Posizione |
| Australia         | 10        |
| Canada            | 50        |
| Stati Uniti       | 41        |
| Classifica (1985) | Posizione |
| Paesi Bassi       | 95        |
| Nuova Zelanda     | 28        |
| Stati Uniti       | 25        |
| Classifica (1986) | Posizione |
| Paesi Bassi       | 12        |
| Regno Unito       | 55        |